# Ligyra fuscipennis
Ligyra fuscipennis är en tvåvingeart som först beskrevs av Macquart 1848.  Ligyra fuscipennis ingår i släktet Ligyra och familjen svävflugor. Inga underarter finns listade i Catalogue of Life.